# Nürnberg Rams
I Nürnberg Rams sono una squadra di football americano di Norimberga, in Germania. Fondati nel 1981 come Noris Rams, si sono sciolti nel 1999 e sono stati riaperti nel 2000 come squadra di flag football col nome di Nürnberg Rams. Hanno ripreso a giocare a tackle football nel 2008.

## Dettaglio stagioni

### Tornei

#### Tornei nazionali

##### Campionato

###### Bundesliga
| Stagione | regular season | regular season | regular season | regular season | regular season | regular season | playoff | playoff | playoff | playoff | playoff | playoff          | playoff            |
|          | Vin            | Par            | Per            | Tot            | PF             | PS             | Vin     | Per     | Tot     | PF      | PS      | risultato        | avversaria         |
| -------- | -------------- | -------------- | -------------- | -------------- | -------------- | -------------- | ------- | ------- | ------- | ------- | ------- | ---------------- | ------------------ |
| 1983     | 7              | 0              | 3              | 10             | 268            | 128            | 0       | 1       | 1       | 14      | 52      | Quarti di finale | Cologne Crocodiles |
| 1984     | 6              | 0              | 8              | 14             | 221            | 228            | -       | -       | -       | -       | -       | -                | -                  |
| 1985     | 8              | 1              | 5              | 14             | 362            | 192            | 0       | 1       | 1       | 39      | 44      | Wild Card        | Berlin Adler       |
| 1986     | 5              | 2              | 3              | 10             | 273            | 140            | 0       | 1       | 1       | 12      | 20      | Wild Card        | Hanau Hawks        |
| 1987     | 7              | 0              | 1              | 8              | 187            | 50             | 1       | 1       | 2       | 38      | 37      | Semifinale       | Berlin Adler       |
| 1988     | 6              | 0              | 4              | 10             | 150            | 88             | 0       | 1       | 1       | 9       | 28      | Wild Card        | Badener Greifs     |
| 1989     | 9              | 0              | 3              | 12             | 180            | 120            | 0       | 1       | 1       | 18      | 36      | Quarti di finale | Dortmund Giants    |
| 1990     | 8              | 1              | 3              | 12             | 298            | 204            | 1       | 1       | 2       | 13      | 20      | Quarti di finale | Düsseldorf Panther |
| 1991     | 10             | 0              | 4              | 14             | 296            | 213            | 0       | 1       | 1       | 21      | 23      | Quarti di finale | Monheim Sharks     |
| 1992     | 7              | 0              | 7              | 14             | 315            | 302            | 0       | 1       | 1       | 0       | 51      | Quarti di finale | Cologne Crocodiles |
| 1993     | 7              | 0              | 7              | 14             | 245            | 299            | 0       | 1       | 1       | 18      | 66      | Quarti di finale | Cologne Crocodiles |
| 1994     | 9              | 0              | 5              | 14             | 406            | 254            | 0       | 1       | 1       | 14      | 49      | Quarti di finale | Düsseldorf Panther |
| 1995     | 7              | 0              | 5              | 12             | 257            | 213            | 0       | 1       | 1       | 7       | 24      | Quarti di finale | Cologne Crocodiles |
| 1996     | 8              | 0              | 2              | 10             | 265            | 242            | 0       | 1       | 1       | 13      | 27      | Quarti di finale | Braunschweig Lions |
| 1997     | 7              | 1              | 2              | 10             | 307            | 218            | 0       | 2       | 2       | 14      | 108     | Quarti di finale | Cologne Crocodiles |
| 1998     | 0              | 0              | 12             | 12             | 0              | 240            | -       | -       | -       | -       | -       | -                | -                  |
| Totale   | 111            | 5              | 74             | 190            | 4030           | 3131           | 2       | 15      | 17      | 230     | 585     |                  |                    |

Fonti: Enciclopedia del Football - A cura di Roberto Mezzetti

###### 2. Bundesliga/GFL2
| Stagione | regular season | regular season | regular season | regular season | regular season | regular season | playoff | playoff | playoff | playoff | playoff | playoff   | playoff    |
|          | Vin            | Par            | Per            | Tot            | PF             | PS             | Vin     | Per     | Tot     | PF      | PS      | risultato | avversaria |
| -------- | -------------- | -------------- | -------------- | -------------- | -------------- | -------------- | ------- | ------- | ------- | ------- | ------- | --------- | ---------- |
| 1982     | 8              | 0              | 0              | 8              | 321            | 9              | -       | -       | -       | -       | -       | -         | -          |
| 2012     | 7              | 1              | 6              | 14             | 336            | 320            | -       | -       | -       | -       | -       | -         | -          |
| 2013     | 8              | 1              | 5              | 14             | 404            | 325            | -       | -       | -       | -       | -       | -         | -          |
| 2014     | 8              | 0              | 6              | 14             | 364            | 316            | -       | -       | -       | -       | -       | -         | -          |
| 2015     | 8              | 0              | 6              | 14             | 466            | 397            | -       | -       | -       | -       | -       | -         | -          |
| 2016     | 7              | 1              | 6              | 14             | 483            | 449            | -       | -       | -       | -       | -       | -         | -          |
| 2017     | 8              | 0              | 4              | 12             | 525            | 349            | -       | -       | -       | -       | -       | -         | -          |
| 2018     | 8              | 0              | 6              | 14             | 467            | 503            | -       | -       | -       | -       | -       | -         | -          |
| Totale   | 62             | 3              | 39             | 104            | 3366           | 2668           | -       | -       | -       | -       | -       |           |            |

Fonti: Enciclopedia del Football - A cura di Roberto Mezzetti

###### Regionalliga
| Stagione | regular season | regular season | regular season | regular season | regular season | regular season | playoff | playoff | playoff | playoff | playoff | playoff   | playoff           |
|          | Vin            | Par            | Per            | Tot            | PF             | PS             | Vin     | Per     | Tot     | PF      | PS      | risultato | avversaria        |
| -------- | -------------- | -------------- | -------------- | -------------- | -------------- | -------------- | ------- | ------- | ------- | ------- | ------- | --------- | ----------------- |
| 2011     | 6              | 0              | 2              | 8              | 222            | 139            | -       | -       | -       | -       | -       | -         | -                 |
| 2019     | 6              | 1              | 3              | 10             | 261            | 225            | 1       | 1       | 2       | 35      | 86      | Finale    | Fursty Razorbacks |
| Totale   | 12             | 1              | 5              | 18             | 483            | 364            | 1       | 1       | 2       | 35      | 86      |           |                   |

Fonti: Enciclopedia del Football - A cura di Roberto Mezzetti

###### Bayernliga
| Stagione | regular season | regular season | regular season | regular season | regular season | regular season | playoff | playoff | playoff | playoff | playoff | playoff   | playoff          |
|          | Vin            | Par            | Per            | Tot            | PF             | PS             | Vin     | Per     | Tot     | PF      | PS      | risultato | avversaria       |
| -------- | -------------- | -------------- | -------------- | -------------- | -------------- | -------------- | ------- | ------- | ------- | ------- | ------- | --------- | ---------------- |
| 2010     | 10             | 0              | 0              | 10             | 373            | 67             | 2       | 0       | 2       | 77      | 13      | Campioni  | Königsbrunn Ants |
| Totale   | 10             | 0              | 0              | 10             | 373            | 67             | 2       | 0       | 2       | 77      | 13      |           |                  |

Fonti: Enciclopedia del Football - A cura di Roberto Mezzetti

###### Landesliga/Verbandsliga
| Stagione | regular season | regular season | regular season | regular season | regular season | regular season | playoff | playoff | playoff | playoff | playoff | playoff   | playoff    |
|          | Vin            | Par            | Per            | Tot            | PF             | PS             | Vin     | Per     | Tot     | PF      | PS      | risultato | avversaria |
| -------- | -------------- | -------------- | -------------- | -------------- | -------------- | -------------- | ------- | ------- | ------- | ------- | ------- | --------- | ---------- |
| 1996     | 5              | 0              | 7              | 12             | 162            | 519            | -       | -       | -       | -       | -       | -         | -          |
| 1997     | 3              | 0              | 8              | 11             | 76             | 283            | -       | -       | -       | -       | -       | -         | -          |
| 2009     | 8              | 0              | 0              | 8              | 297            | 21             | -       | -       | -       | -       | -       | -         | -          |
| Totale   | 16             | 0              | 15             | 31             | 535            | 823            | -       | -       | -       | -       | -       |           |            |

Fonti: Enciclopedia del Football - A cura di Roberto Mezzetti

###### Aufbauliga
| Stagione | regular season | regular season | regular season | regular season | regular season | regular season | playoff | playoff | playoff | playoff | playoff | playoff   | playoff    |
|          | Vin            | Par            | Per            | Tot            | PF             | PS             | Vin     | Per     | Tot     | PF      | PS      | risultato | avversaria |
| -------- | -------------- | -------------- | -------------- | -------------- | -------------- | -------------- | ------- | ------- | ------- | ------- | ------- | --------- | ---------- |
| 2008     | 8              | 0              | 0              | 8              | 252            | 21             | -       | -       | -       | -       | -       | -         | -          |
| 2017     | 9              | 0              | 3              | 12             | 296            | 191            | -       | -       | -       | -       | -       | -         | -          |
| Totale   | 17             | 0              | 3              | 20             | 548            | 212            | -       | -       | -       | -       | -       |           |            |

Fonti: Enciclopedia del Football - A cura di Roberto Mezzetti